# Incala decellei
Incala decellei är en skalbaggsart som beskrevs av Franz Antoine 1986. Incala decellei ingår i släktet Incala och familjen Cetoniidae. Inga underarter finns listade i Catalogue of Life.